# Thrasymedes pallescens
Thrasymedes pallescens är en insektsart som beskrevs av Carl Stål. Thrasymedes pallescens ingår i släktet Thrasymedes och familjen hornstritar. Inga underarter finns listade i Catalogue of Life.